# Red Bull RB20
Chronologie des modèles (2024)
Red Bull RB19 Red Bull RB21
La Red Bull RB20 est la monoplace de Formule 1 engagée par Red Bull Racing dans le cadre du championnat du monde de Formule 1 2024. Elle est pilotée par le Néerlandais Max Verstappen, champion en titre, et par le Mexicain Sergio Pérez.

## Résultats en championnat du monde de Formule 1
| Saison | Écurie                 | Moteur                               | Pneus   | Pilotes        | Courses | Courses | Courses | Courses | Courses | Courses | Courses | Courses | Courses | Courses | Courses | Courses | Courses | Courses | Courses | Courses | Courses | Courses | Courses | Courses | Courses | Courses | Courses | Courses | Points inscrits | Classement |
| Saison | Écurie                 | Moteur                               | Pneus   | Pilotes        | 1       | 2       | 3       | 4       | 5       | 6       | 7       | 8       | 9       | 10      | 11      | 12      | 13      | 14      | 15      | 16      | 17      | 18      | 19      | 20      | 21      | 22      | 23      | 24      | Points inscrits | Classement |
| ------ | ---------------------- | ------------------------------------ | ------- | -------------- | ------- | ------- | ------- | ------- | ------- | ------- | ------- | ------- | ------- | ------- | ------- | ------- | ------- | ------- | ------- | ------- | ------- | ------- | ------- | ------- | ------- | ------- | ------- | ------- | --------------- | ---------- |
| 2024   | Oracle Red Bull Racing | Honda RBPT V6 turbo hybride RBPTH001 | Pirelli |                | BAH     | SAU     | AUS     | JAP     | CHI     | MIA     | EMI     | MON     | CAN     | ESP     | AUT     | GBR     | HON     | BEL     | P-B     | ITA     | AZE     | SIN     | USA     | MEX     | SAO     | LAS     | QAT     | ABU     | 589             | 3e         |
| 2024   | Oracle Red Bull Racing | Honda RBPT V6 turbo hybride RBPTH001 | Pirelli | Max Verstappen | 1er     | 1er     | Abd.    | 1er     | 1er     | 2e      | 1er     | 6e      | 1er     | 1er     | 5e      | 2e      | 5e      | 4e      | 2e      | 6e      | 5e      | 2e      | 3e      | 6e      | 1er     | 5e      | 1er     | 9e      | 589             | 3e         |
| 2024   | Oracle Red Bull Racing | Honda RBPT V6 turbo hybride RBPTH001 | Pirelli | Sergio Pérez   | 2e      | 2e      | 5e      | 2e      | 3e      | 4e      | 8e      | Abd.    | Abd.    | 8e      | 7e      | 17e     | 7e      | 7e      | 6e      | 8e      | 17e*    | 10e     | 7e      | 17e     | 11e     | 10e     | Abd.    | Abd.    | 589             | 3e         |

Légende : ici 
- Le pilote n'a pas terminé la course mais est classé pour avoir parcouru 90% de la distance.